# Centre hospitalier du Sud Seine-et-Marne

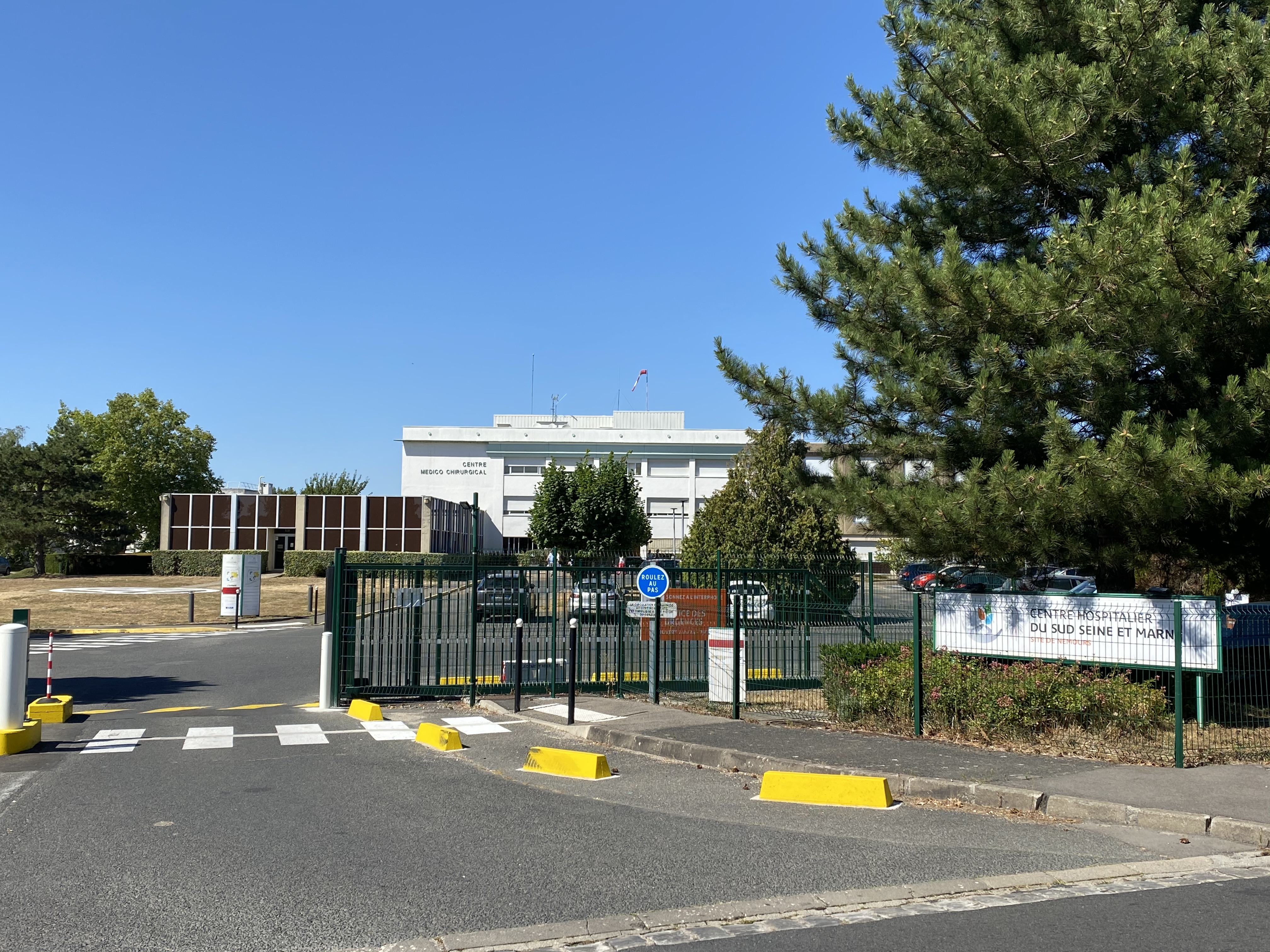
Site de Nemours

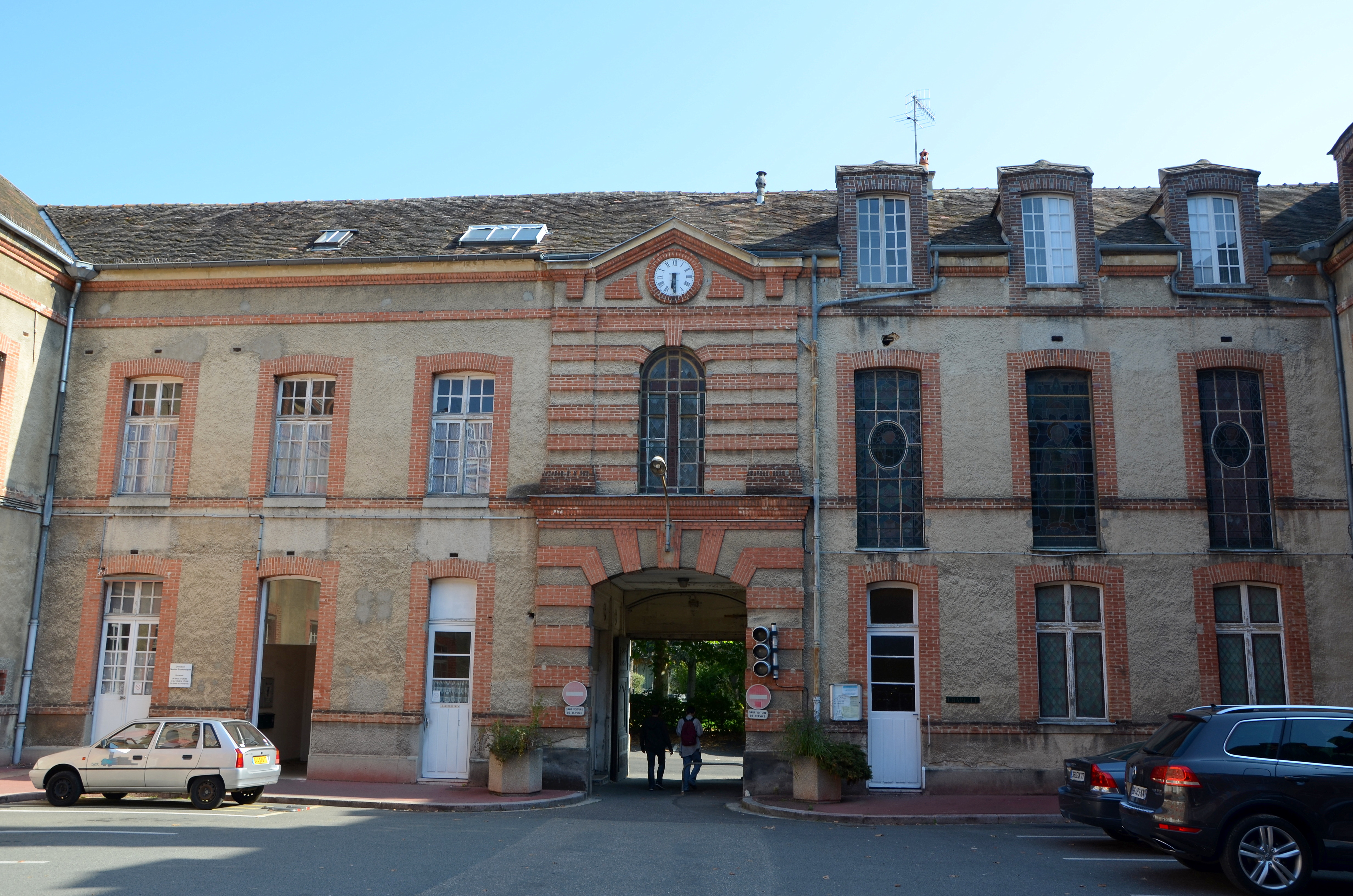
L'ancien hôpital de Fontainebleau

Le Centre hospitalier du Sud Seine-et-Marne est un centre hospitalier, situé à Fontainebleau, Montereau-Fault-Yonne et Nemours en Seine-et-Marne, créé en janvier 2017.
Il résulte de la fusion des trois précédents hôpitaux des villes mentionnées.
L'hôpital est partenaire de l’Université Paris-Est-Créteil-Val-de-Marne.